# Марат Товмасян
Марат Товмасян  — вірменський боксер, призер чемпіонату Європи серед аматорів.

## Боксерська кар'єра
На чемпіонаті Європи 1998 Марат Товмасян програв у першому бою.
На чемпіонаті Європи 2002 виборов бронзову нагороду.
- В 1/8 фіналу переміг Карло Бернасконі(Швейцарія) — RSC 2
- В 1/4 фіналу переміг Омара Беллуаті (Франція) — RSCO 3
- В півфіналі програв В'ячеславу Узелкову (Україна) — 17-27

На кваліфікаційному чемпіонаті Європи 2004 програв у другому бою Ертугрулу Ергезену (Туреччина) і не зумів завоювати путівку на Олімпійські ігри 2004.